# 8486 Asherschel
8486 Asherschel este o planetă minoră (asteroid), cu un diametru de 10,865 km, din centura de asteroizi. A fost descoperită pe 26 august 1989 la Observatorul Siding Spring de Robert H. McNaught și a fost numită după Alexander Stewart Herschel⁠(d). 
Obiectul prezintă o orbită caracterizată de o semiaxă mare de 3,1585759 UAi, o excentricitate de 0,14, o înclinație de 23,61424 ° în raport cu ecliptica.